# Tartá
Vinícius Silva Soares (Rio de Janeiro, 13 april 1989), beter bekend onder de naam Tartá, is een Braziliaans voetballer.

## Clubcarrière
Tartá speelde tussen 2008 en 2011 voor Fluminense, Atlético Paranaense en Kashima Antlers. Hij tekende in 2012 bij Vitória.